# Amplicephalus transversalis
Amplicephalus transversalis är en insektsart som beskrevs av Rauno E. Linnavuori och Delong 1976. Amplicephalus transversalis ingår i släktet Amplicephalus och familjen dvärgstritar. Inga underarter finns listade i Catalogue of Life.